# Светослав Малінов
Светослав Христов Малінов (болг. Светослав Христов Малинов; нар. 19 січня 1968, Дупниця, Болгарія) — болгарський політик з партії Демократи за сильну Болгарію (DSB), політолог і перекладач. Один із засновників DSB, він є депутатом в Народних зборах в період 2005–2009 року та Європейського парламенту з 2009 року.
Светослав Малінов одружений, має трьох дітей (дві дочки і один син). Вільно володіє англійською та німецькою мовами.